# Ronald A. Weinberg
Ronald Andrew Weinberg é um ex-produtor, empresário de televisão canandense, mais conhecido 
como co-fundador do estúdio de animação CINAR (mais tarde conhecido como Cookie Jar Group, agora renomeado como Wildbrain).

## Carreira
Em 1976, Weinberg conheceu sua futura esposa, Micheline Charest, em Nova Orleans, onde cursava na Universidade de Tulane. Os dois organizaram um evento para um festival de cinema feminino e trabalharam na distribuição de filmes estrangeiros para os cinemas. O casal se mudou para Nova York e formou Cinar como distribuidor de filmes estrangeiros. Em 1984, a empresa mudou -se para Montreal e mudou seu foco para a televisão infantil.

### Prisão
Em 10 de março de 2011, Weinberg foi preso por fraude de valores mobiliários em conexão com seu envolvimento no escândalo da CINAR.
Em 17 de janeiro de 2014, o juiz observou que esses crimes eram "repreensíveis" e colocou uma proibição de publicação sobre detalhes em torno do julgamento.
Em 12 de maio de 2014, o Ronald A. Weinberg, John Xanthoudakis do Norshield Financial Group e o Lino Matteo da Mount Real Corp., foram acusados de 26 acusações de fraude no Tribunal Superior de Montreal. Eles foram condenados na maioria das contagens em 2 de junho de 2016 e, no julgamento, Hasanain Panju atuou como uma testemunha-chave da coroa.
Em 22 de junho de 2016, o tribunal canadense condenou Ronald A. Weinberg a oito anos e onze meses de prisão. Hasanain Panju, o ex-CEO da CINAR, declarou-se culpado e foi condenado a quatro anos de prisão.  Em 2019, Ronald A. Weinberg já se encontrava em liberdade condicional.

## Prémios
Weinberg e Charest, durante a carreira na CINAR, receberam em 1998, 1999 e 2001, o Prêmio Emmy Daytime: Melhor Programa de Animação para Crianças, devido à produção de Arthur. Weinberg venceu também outros prémios desde 1989.